# Cistanche calotropidis
Cistanche calotropidis là loài thực vật có hoa thuộc họ Cỏ chổi. Loài này được (Edgew.) Wight mô tả khoa học đầu tiên năm 1850.